# حفل حدود واغه
حفل خفض الأعلام أو حفل إغلاق الحدود عند حدود واغه هو ممارسة عسكرية يومية تتبعها قوات الأمن الهندية (قوة أمن الحدود) والباكستانية (باكستان رينجرز) منذ عام 1959. يتميز التمرين بمناورات مُتقنة وسريعة، والتي تم وصفها بأنها «ملونة». وهو عبارة عن رمز للتنافس بين البلدين، وكذلك على الأخوة والتعاون بين البلدين. ويجري تنظيم مسيرات مماثلة عند حدود مهافير / صدقي بالقرب من فازيلكا وحسينويوالا / غاندا سينغ والا بالقرب من فيروزبور.

## وصلات خارجية
- مايكل بالين at the India-Pakistan border ceremony on the Pakistani side (from Himalaya with Michael Palin). BBCWorldwide video on YouTube.
- سانجيف باسكار at the India-Pakistan border ceremony on the Indian side. BBCWorldwide video on YouTube.